# Рудін Володимир Костянтинович
Володимир Костянтинович Рудін (24 вересня 1926, Харків — 17 липня 1993, там само) — радянський, український актор театру і кіно, режисер. Лауреат Державної премії Естонської РСР (1950). Нагороджений медалями.

## Життєпис
Народився в сім'ї військовослужбовця, учасник німецько-радянської війни.
Закінчив акторський факультет Харківського інституту мистецтв (1948) та режисерський факультет Київського державного інституту театрального мистецтва імені Івана Карпенка-Карого (1971).
Був актором Московського театру імені Моссовєта, Російського драматичного театру Естонії (1948—1953), Московського Центрального академічного театру Радянської Армії (1953—1956), Театру-студії кіноактора Київської кіностудії імені Олександра Довженка (1957—1962).
Грав у фільмах: «Ластівка» (1957, Надейкін), «НП. Надзвичайна подія» (1958, 2 с, Іван Фролов), «Киянка» (1958, 2 с, Іван Очеретько), «Солдатка», «Будь-якою ціною», «Повість наших днів» (1959, Кардаш), «Лісова пісня» (1961, Лісовик), «Армагеддон» (1962, Василь Радович, «Молдова-фільм»), «Два роки над прірвою» (1966, Срамотко), «Родина Коцюбинських» (1970, ротмістр), «Прелюдія долі» (1984), «Золотий ланцюг» (1986), «Зона» (1988) та ін.
Був членом Спілки кінематографістів України.